# 朝倉氏景 (8代当主)
朝倉 氏景（あさくら うじかげ）は、室町時代から戦国時代にかけての越前の戦国大名。朝倉氏の第8代当主。朝倉孝景（英林孝景）の嫡男で、母は朝倉将景の娘。子に貞景。朝倉義景の曾祖父。なお、氏景が守護に任命されたとする説が存在するが、実際には越前守護代である。

## 生涯
応仁の乱では父と共に西軍に属していたが、東軍との寝返り交渉で父が越前へ下向、氏景は西軍に気取られないため人質として京都に残された。文明3年（1471年）5月21日に室町幕府から父へ「斯波氏の中から誰を越前守護職につけるかを自由に決めてよい」という旨の書状（孝景自身が守護職になる沙汰が下ったわけではない）が届けられ父が公然と東軍に寝返ると、6月8日に西軍陣営から抜け出し東軍の細川成之の屋敷へ移動、23日に越前へ下った。
文明13年（1481年）7月、父の死により家督を継ぎ、3人の叔父経景・光玖・景冬と共に越前平定に尽力、襲封した年の9月15日には甲斐氏と戦って大勝している。
足利将軍家にとって陪臣であり、外様でしかない朝倉氏に対して、主家は足利氏一門の中の有力守護家であり、訴訟を起こされ領国支配の大義名分を奪われれば、隣国からの介入を受けるは必至であった。なおかつ、かつては同じ斯波氏重臣として覇を競った甲斐氏・二宮氏の軍勢の介入も受けており、氏景は主家に対抗する権威を以って朝倉氏の領国支配の安泰を図った。手始めとして氏景は仏教勢力である平泉寺と巧みに結びつくことで、宗教勢力の強い越前支配を図った。
さらに美濃国の斎藤妙純の提案を受け入れ、足利将軍家との結びつきの強い旧主に対抗するために、かつては敵対関係にあった斯波義廉の子を擁立して、足利将軍家の連枝・鞍谷公方（鞍谷氏）を継がせて足利義俊と名乗らせ、名目上は越前を鞍谷公方の領国とした。
ただし、氏景自身が越前守護となったわけではなく、『大乗院寺社雑事記』文明15年（1483年）4月30日条に「越前国守護代朝倉」とあるように、あくまで氏景は守護代であった。そして、斯波氏と朝倉氏が争っていたのは、越前守護職についてではなく越前国の支配権を持つか否か、将軍の直臣か否かであった。
旧主・斯波氏は足利一門の中でも名門中の名門であったが、遠く鎌倉時代に既に分家した家柄であるのに対して、鞍谷公方は4代将軍・足利義持の弟・足利義嗣の子・足利嗣俊を家祖に持ち、家柄の上では斯波氏よりも遥かに鞍谷公方の方が格上であった。足利義俊を鞍谷公方として傀儡国主に推戴することで、名門斯波氏の権威を低下させるのに成功したのである。なお、鞍谷公方は後世の創作で実際の鞍谷氏は奥州斯波家の嫡流に準じた家であるとする説もある。ただし、その説を採用した場合でも、奥州斯波家は斯波氏でも武衛家に匹敵する名門の家柄であり、斯波義寛も一目を置かざるを得なかった存在を擁したという意味では変わりがない。
氏景の奇策に斯波氏はおろか幕府も難色を示したが、朝倉氏の断行により既成事実化し、越前の実効支配に不可欠な大義名分を確保した。こうして父の代に手に入れた実質上の守護の座であったが、領国の実効支配を維持するために名目上の国主を足利氏の一門とし、傀儡とすることで朝倉氏の領国支配の大義名分を維持した。
文明18年（1486年）7月4日、在任5年にして38歳で死去した。子の貞景が家督を継いだ。